# Kloaka
Kloaka ali stok je neke vrste zadnjična odprtina ki jo imajo nekatere ribe, dvoživke, ptice in plazilci ter stokovci (kljunaš, kljunati ježek). Žival iz nje izloča urin ter iztrebke (fekalije) prav tako pa uporablja to odprtino pri oplojevanju in parjenju. Sesalci in večina rib ima izvodila za fekalije vsaj delno ločena od izvodil za spermo oz. oplojevalno tekočino, medtem ko imajo zgoraj naštete živali odprtino skupno.